# Спиридонов, Василий Петрович
Василий Петрович Спиридонов (род. 1 января 1951, Молотов) — советский хоккеист (защитник) и российский тренер.
Обладатель Континентального кубка в сезоне 2014/2015 в качестве главного тренера клуба «Неман» (Гродно). Серебряный призёр Континентального кубка в сезоне 2012/2013 в качестве главного тренера хоккейного клуба «Металлург» (Жлобин). Чемпион Беларуси в сезоне 2011/2012, призёр чемпионатов Беларуси в сезонах 2010/2011 и 2012/2013 (все — в качестве главного тренера «Металлурга» Жлобин, 3 и 2 места соответственно). Главный тренер клуба Континентальной хоккейной лиги «Динамо» (Минск) в сезоне 2008/2009.
В качестве игрока сборной СССР-2 принял участие в Суперсерии 1977, проведя игр и отметившись 3 голевыми передачами.
Сын Андрей также хоккеист.